# Bob Bjornerud
Bob Bjornerud (né le 8 septembre 1945) est un homme politique provincial canadien de la Saskatchewan. Il représente les circonscriptions de Saltcoats et Melville-Saltcoats à titre de député du Parti saskatchewanais de 1995 à 2016.